# Архитектура Чехии
Чехия — страна в центре Западной Европы со значительным разнообразием природных ресурсов и трудолюбивым, дисциплинированным населением. Наличие большого количества различных  природных строительных материалов повлекло развитие архитектуры, которая занимала ведущие позиции в культурном наследии  страны. В Чехии старательно развивали многие художественные  идеи, технологии и стили, зародившиеся во Франции, Италии, Великобритании. 
- Готический костел, план, Вишши-Брод
- Арх. К.И. Динценгофер, костел Марии Магдалины
- Брно. План монастыря
- Кутна-Гора, план собора Святой Варвары

Даже бурные исторические события обошли большинство исторических и архитектурных достопримечательностей Чехии, которая хранит и демонстрирует сооружения от романской эпохи до современности, разрушенные или перестроенные в других странах. Западноевропейскую архитектуру невозможно представить без готики Чехии и Моравии, чешских дворцов, соборов и замков эпохи барокко и рококо, сооружений сецессионизма и постмодерна. Но есть и развалины древних крепостей, замков, заброшенных костелов.

## Чешская архитектура на старых гравюрах
- Монастырь, Ждяр-над-Сазавой
- Тынский храм. Издание 1869
- Матеус Мериан, Богемия
- Венцеслав Холлар, пейзаж в Богемии

## Руины в Чехии
- Руины замка, Лошаны
- Покинутый замок Колец.
- Сазавский монастырь
- Готическая башня, г. Граденин

## Романская эпоха
Письменные свидетельства о наличии поселения на территории Праги относятся ко второй половине IX века, хотя славянское поселение возникло здесь гораздо раньше. А уже в конце IX века по приказу князя Борживоя построена первая церковь Девы Марии. Серединой X века датированы известия о городе Праге купца Ибрагима ибн Йоахима, возвестившего о почти столетнем городе, построенном из камня и дерева, с неплохо развитой торговлей. Уже в 973 году был создан пражский епископат. На горе стояли каменные крепостные стены, под защитой которых возникли ротонда Святого Вита, дворцы для князя и епископа, храм Святого Георгия и монастырь бенедиктинок, каменные и деревянные.
Новым центром городской жизни после 1061 года стал замок Вышеград, где после 1067 года поселился  князь Вратислав II. Здесь была построена ротонда Святого Мартина, которая сохранилась до наших дней. В XII веке прошло строительство новых крепостных стен с башнями в Пражском Граде, окончившееся лишь в конце века. На пересечении путей в долине под градом (замком) возник торговый центр и большой рынок. Здесь появился купеческий двор Тын (защищенный забором двор), вокруг которого поселились купцы. А на Малой Стороне поселились еврейские жители города, о еврейской синагоге здесь известил летописец Козьма в 1124 году. Купеческое поселение под замком становилось средневековым городом, где ведущую роль играли ремесла, торговля, финансовые операции, а не сельское хозяйство. Разные поселения на берегах Влтавы связал деревянный мост, который разрушило очередное наводнение. Около 1165 года вместо деревянного построили каменный мост королевы Юдиты.
Сооружения романской эпохи (1100—1250 годы) в Праге — тяжелые, сложенные из каменных глыб без раствора, имеют маленькие удвоенные окна. Фасады простые, украшенные аркатурным поясками, входные порталы — закругленные, в тимпанах — грубоватые рельефы библейской тематики. Своды — ещё не имеют ребер. Среди сохранившихся романских сооружений:
- остатки ротонды Святого Вита
- Ротонда Святого Мартина
- Страговский монастырь
- Ротонда Святого Креста

## Готика Чехии
В период готики (13-14 — частично 15 век) Чехия вошла в круг развитых и культурных стран Европы, имела значительную самостоятельность несмотря на формальное подчинение Священной Римской империи. Здесь активно развивались торговля, ремесла, городская жизнь, архитектура.
Архитекторы быстро усваивают новые архитектурные идеи. Уязвимая деревянная архитектура заменяется каменной, что способствует её безопасности и сохранению на века. Образцы чешской готической архитектуры мало чем уступают образцам готической архитектуры других стран, исключений только два — архитектура Франции и Италии. Готический собор становился доминирующим зданием городских площадей, объединяя вокруг себя ратушу и дома жителей с готическими галереями первого этажа — характерный признак многих чешских городов с эпохи готики и позднее. Готические соборы Чехии — часто зального типа, когда центральный неф равен высоте боковых нефов или мало их превышает. Трансепт развития не получил, его почти не используют. Наружные стены толстые, мощные, лишены дополнительных опор, как в соборах Франции. А их высотный образ играл значительную роль пространственного ориентира. Узкие высокие окна украшены витражами. Трудоёмкая технология и войны тормозили строительство, и большие соборы оставались недостроенными, как это произошло с грандиозным собором св. Вита в Праге. Его достроили в формах, приближенных к средневековой манере Парлержа лишь в конце 19 и начале 20 в. Но именно готические соборы Чехии в числе самых крупных церквей страны — среди них:
- Собор Святого Вита, Прага
- Собор Вознесения Девы Марии и Святого Иоанна Крестителя, Седлец, Кутна-Гора
- Собор Вознесения Девы Марии, Святого Вольфганга и Святого Бенедикта, Кладруби.
- Собор Святого Вацлава, Оломоуц.

Шедевром поздней готики Чехии стал собор Святой Варвары в Кутна-Горе.
- Витражи алтаря. Собор Святого Вита
- Южный фасад собора Святого Вита
- Храм Девы Марии перед Тыном, Прага
- Собор Святого Вацлава, Оломоуц
- Костёл Святых Петра и Павла, Мельник
- Собор Святой Варвары, Кутна-Гора
- Костёл Святого Иакова Старшего, Кутна-Гора

## Эпоха возрождения и маньеризма
Во 2-й половине 15 в. в Чехии сложились условия для развития идей возрождения. Первой значительной попыткой в архитектуре возрождения стал Владиславский зал в Пражском Граде (замке). Это дворцовый зал для праздников, балов и турниров, светский, нецерковный по назначению. Но архитектурные формы тяжелые, компромиссные, вырастают из готических представлений, о чём свидетельствуют своды с нервюрами. Более ясные, ренессансные формы присущи Королевскому дворцу Летоградек (дворца для пребывания летом). Строительство начали итальянские архитекторы под руководством Джованни Спаццо. Удлиненный корпус дворца имеет ряд галерей, открытых в сад, распланированный по итальянским образцам.
Маньеризм не имел распространения в архитектуре Чехии, несмотря на то, что Прага в конце 16 — начале 17 веков была значительным центром маньеризма в Европе. Но он тесно группировавшихся вокруг двора императора Рудольфа II, имел чисто дворцовый характер. Здесь работали выдающиеся представители маньеризма (Арчимбольдо, Адриан де Врис, Бартоломеус Шпрангер), но они не были архитекторами. Маньеризм в Чехии выразился тягой к необычному, к экзотическому (поющий фонтан (проект Ф. Терцио, 1562 г.), мраморный фонтан Кроцина (Национальный музей, Прага), кабинет курьезов Рудольфа II с коллекциями удивительных артефактов от минералов и античных монет до произведений американских индейцев). Тягу к необычному унаследует и чешское барокко.
Возникает несколько замков с открытыми аркадами внутренних дворов наподобие дворцов в Италии (замок Литомышль, Индржихув Градец). По местной традиции часть фасадов украшена сграффито — монохромными стенописями с имитацией бриллиантового руста или сюжетами библейских и батальных сцен.
- Поющий фонтан Королевского сада, 16 в.
- Замок Литомышль
- Замок Йиндржихув Градец, внутренний двор
- Пардубицкий замок

## Барокко и рококо
Барокко было принесено на земли Чехии австрийскими завоевателями. После поражения в 1620 в битве при Белой Горе имперская власть начала настоящую идеологическую войну в Чехии, которая склонилась тогда к протестантизму. Идеологическое давление имело целью возвращение чехов в лоно католицизма. Земли чешских феодалов конфисковали и раздали австрийским магнатским родам. Австрийские репатрианты придерживались католицизма и начали скорую застройку в своих новых поместьях замков-дворцов, костелов, часовен. Чехия пережила настоящий строительный бум. Чтобы ускорить строительство, в страну была приглашена целая армия архитекторов и строителей из Италии, Австрии, германских княжеств, даже из Франции. В Чехии работали архитекторы, художники, скульпторы, садоводы-иностранцы, среди которых:
- Якопо де Ваккани, архитектор
- Франческо Каратти (ок. 1620—1677), архитектор
- Карло Лураго (1615—1684), архитектор
- Авраам Лейтнер (1639—1701), архитектор и прораб
- Джованни Доменико Орси, архитектор
- Жан Батист Мате (1630—1696), архитектор
- Андреа Спецца, архитектор
- Джованни де Гальяно Пьерони (1586—1654)
- Николо Себрегонди, садовник
- Джованни Баттиста Аллипранди (1665—1720), архитектор
- Бартоломео Баччо Бьянко, художник
- Пауль Игнац Байер (1656—1733)
- Матьяш Бернард Браун (1684—1738), скульптор
- Фердинанд Максимилиан Брокоф (1688—1731), скульптор
- Андреас Филипп Квитайнер, скульптор
- Конрад Макс Зюсснер, скульптор
- Кристоф Динценгофер (1655—1722), архитектор
- Иоганн Бернхард Фишер фон Эрлах (1656—1723), архитектор
- Абрахам Лютнер (1640—1701)
- Иоганн Георг Германн, скульптор
- Иоганн Лукас фон Хильдебрандт (1668—1745), архитектор
- Джанбартоломео Комета (1620—1687)
- Доменико Галле (? — 1675), художник
- Иоганн Рудольф, художник
- Михаэль Леопольд Вильманн, художник
- Иоганн Кристоф Лишка, художник
- Франц Антон Куен, скульптор.

Выросли позже и свои талантливые архитекторы, пусть и с иностранными корнями:
- Килиан Игнац Динценгофер, (1689—1751)
- Ансельмо Лураго
- Ян Сантини, (1677—1723)

Исследователи утверждают, что и раннее чешское барокко в местной культуре имело агрессивный характер австрийских завоевателей. Показательным было создание комплексов Валдштейнского дворца с садом и Клементинум. Вальдштейн приобрел несколько домов и земельных участков под Градом, разрушил их и приказал построить роскошный дворец с садом итальянского типа, невиданным до того в Праге. Грандиозной строительной площадкой стал и Клементинум, который постоянно перестраивался и имел собор, храмы, общежития, монастырь и большую библиотеку, несколько внутренних дворов. Кажется, все лучшие архитекторы — иностранцы первой генерации — работали здесь: от Доменико Орси и Франческо Каратти до Жана Батиста Мате.
Но ситуация довольно быстро сменилась на противоположную. После завершения Тридцатилетней войны Чехия вошла в период стабилизации. Барокко как стилевая система была здесь принята и получила дальнейшее развитие. Несмотря на агрессивный характер начального барокко, первая генерация архитекторов и скульпторов задала чрезвычайно высокий уровень проектных решений и их практического выполнения. Барокко Чехии практически не имело ученического периода поисков или колебаний, а сразу получило значимые и совершенные архитектурные формы и образы, которые удачно использовало и развивало.
Барокко Чехии не было монополизировано в каком-то одном центре, а охватило значительные территории страны и пошло в провинции. До сих пор в небольших городах страны можно встретить интересные или значимые образцы барочной архитектуры в провинциальных замках — дворцах, церквях и часовнях. Они удачно вписаны в местный рельеф, создавая ансамбли с природным окружением и имеют важное градостроительное значение.
Создание новых дворцов и католических храмов логично повлекло за собой создание религиозной и декоративной скульптуры, развитие ювелирного дела, барочной мебели, произведений из богемского стекла, а позже — фарфора. Отставала лишь чешская живопись барокко, которая не дала ни одной значимой фигуры (вроде Аннибале Каррачи, Гверчино, Пьетро да Кортона, Джованни Баттиста Тьеполо) кроме мастеров портрета (Иоганн Купецкий, Пётр Брандль, Карел Шкрета).
- церковь Марии Магдалины, Карловы Вары
- Костел Св. Хотхарда, Чешский Брод
- Костел Св. Троицы, Драгобудице
- Златокорунский монастырь

### Архитектор и прораб Лейтнер
К подзабытым архитекторам чешского барокко первой волны относится и Авраам Лейтнер. Немец по происхождению, он был одним из первых неитальянцев на стройках Праги. Именно Лейтнер работал вместе с Франческо Каратти над строительством Чернинского дворца. Но Авраам Лейтнер был и интересным проектировщиком. Сохранились образцы его проектных решений конца 17 века, где он подал ряд проектов небольших сооружений в окружении садов барокко или барочном обрамлении. Уступчатые или необычные по форме сооружения Лейтнера, органически связанные с парковым окружением, станут предшественниками парковых павильонов эпохи рококо. 
- Проекты парковых сооружений Авраама Лейтнера
- Авраам Лейтнер, проект дворца и лабиринта
- Авраам Лейтнер, замковое сооружение с башнями
- Авраам Лейтнер, архитектурный проект

### Сантини Айхл
Даже среди армии талантливых чешских архитекторов особое место занимает Ян Сантини. Архитектор родился в Чехии, но его семья имеет итальянские корни - дед Сантини, каменщик по профессии, перебрался в Прагу из Италии. Хромой архитектор словно поставил целью создание необычных сооружений. Работая в стиле барокко, Сантини насыщал свои планы и сооружения переусложненной символикой и тревожным духом католического мистицизма. За 23 года творчества он успел задать столько загадок исследователям, что их хватит изучать не одному поколению. Сантини стал настоящим наследником творчества гениального итальянца Франческо Борромини, произведения которого он изучал в Риме. В Чехии даже создан сайт поклонников творчества Сантини.
- План замка Карлова Коруна
- Замок Карлова Коруна, г. Хлумец
- план, Паломнический костел во имя Девы Марии в Крштины-у-Брно
- Костел Св. Вацлава, Зволе
- Паломническая церковь Святого Яна Непомуцкого в Ждяр-над-Сазавой, Сантини Айхл
- Готический фасад
- Боковой фасад костела в Райграде
- Паломнический костел Благовещения Девы Марии, план, Марианска Тынице

## Замки Чехии
- Вельтрусы, парадный двор
- План парка, Вельтрусы
- Охотничий замок Ограда
- Замок Бечов-над-Теплой
- Замок Вранов-над-Дийи
- Замок Яромержице над Покутной и костел Св. Варвары (Барбары)
- Замок Лобковицких в Горине
- Свойшице, малый замок
- Замок Плосковице

## Классицизм
В подавстрийской Чехии, как и в других уголках этой «лоскутной империи», не сложились условия для успешного развития классицизма. Он был модной забавой немногих вельмож. Австрия потратила все творческие силы на развитие и расцвет барокко и рококо и успокоилась в классицизме. Так, ранний классицизм в Чехии не получил развития. Идеи периода Просвещения имели достаточно ограниченный характер. В империи не сформировалось значительного класса буржуазии, которая бы сплотила общество на борьбу с остатками феодализма, как это имело место во Франции. Поэтому классицизм в подавстрийской тогда Чехии имел очень ограниченное распространение и не дал значительных образцов городских или усадебных ансамблей вроде Франции или Российской империи.
- Замок Бечвари
- Костел Св. Петра и Павла, Долни Хватлини
- Сословный театр в Праге
- Замок Карлова Коруна, античная беседка

## Малые архитектурные формы
В Чехии получила развитие культура малых архитектурных форм. Барочные дворцы и костёлы всегда имели в составе партеры, часовни, скульптуры, террасы и лестницы с балюстрадами, которые делали нерезким переход от масштаба реального человека до монументальных фасадов зданий, тяготевших к величию и высотности. Даже провинциальные костёлы окаймлены скульптурами, небольшими цветниками, ступеньками с балюстрадами, небольшими воротами. Новая эпоха добавила к малым архитектурным формам небольшие монументы историческим лицам, связанным с тем или иным помещением (монумент монаху-исследователю Менделю у костела в Брно, аллегории Христианской Веры и Хроноса в Цитолибах, действующие фонтаны в Оломоуце, чумные столбы на площадях многих городов т.д.). Все это обогащало человеческое окружение и делало его более знакомым, культурным, гуманным.
- Главные ворота Упенской базилики, поселок Тисмице
- Прага, Писецкие ворота.
- Фонтан «Самсон разрывает пасть льва», Ческе-Будеёвице
- Забор и барочная скульптура, костел Св. Вацлава, Ратбор

## Чумной столб
Чумной столб (иногда Марианский столб) украшает площади многих городов Чехии. Обычно их возводили в благодарность Богоматери за прекращение эпидемии чумы. Традиция ставить столбы идёт от античности. Их возводили ещё в Древнем Риме для прославления императоров. Католическая церковь унаследовала традицию, переосмыслив объект почитания. Ими стали Мадонна и католические святые.
В эпоху барокко желание украсить ствол колонны многочисленными украшениями настолько камуфлировало его, что он практически исчезал под нагромождением украшений, каменных тучек, барочных скульптур. Детали некоторых чумных столбов делали позолоченными, что усиливало их декоративный эффект. К созданию столбов привлекали архитекторов и известных скульпторов. Иногда строительство длилось десятилетиями. Создание колонны Св. Троицы в городе Оломоуц растянулось с 1716 до 1754 г. Постройка получилась настолько большой, что в её нижней части разместили и небольшую часовню.
- Тинец-над-Лабой, Марианский столб
- Чумной столб в Кутна-Горе.
- в Остраве
- в Литовле

## Деревянная архитектура
- Часовня на кладбище, поселок Витице.
- Крытый мост в Радошове
- Распятие и лачуги в Немчице
- Деревянная колокольня, Оломоуц

## Эклектика XIX века
- Замок в Бикорах, неоготика
- Замок Глубока-над-Влтавой
- Замок Жлеби
- Замок Жинкови

## Пражский модерн
- Прага, железнодорожный вокзал
- Дворец «Assigurazioni Generali» рядом с универмагом «Дружба» (дома 19-21), Вацлавская площадь. Фрагмент
- Гостиницы «Европа» и «Европа-Гарни» (Дом «Меран»), (д. 25 и 27), Вацлавская площадь
- Издательство «Мелантрих», Вацлавская площадь

## XX век
Тревожную атмосферу трагических конфликтов и неурядиц XX века и неудержимое стремление к творчеству хорошо передала скульптурная группа Винцента Маковский «Новый Век» для Экспо в городе Брно. XX век характеризуется стремительностью, скорым изменением архитектурных стилей и художественных поисков новой образности и новой эстетики, часто негармоничной, диссонансной. При этом идёт процесс переоценки произведений архитекторов прошлого, спасение и реставрация как отдельных выдающихся памятников, так и целых направлений в архитектуре прошлого (деревянная и сельская архитектура, плановое восстановление замков Чехии в провинции, музеефикация заброшенных монастырей). Модернистская архитектура Чехии живо усваивает новые интернациональные идеи и образцы, активно использует новые инженерные решения и новые строительные материалы.
- Танцующий дом, Прага
- Пражская телебашня
- Дом чёрной Мадонны, Прага
- Большой дворец, Прага